# Буйволы
Бу́йволы — общее название представителей двух родов семейства полорогих:
- род азиатские буйволы (Bubalus)
  - азиатский буйвол (Bubalus bubalis)
  - тамарау (Bubalus mindorensis)
  - аноа (Bubalus depressicornis)
  - горный аноа (Bubalus quarlesi)
- род африканские буйволы (Syncerus)
  - африканский буйвол (Syncerus caffer)
    - Syncerus caffer caffer — типовой подвид, самый крупный.
    - Syncerus caffer nanus Boddaert, 1785 — Красный буйвол — карликовый подвид (лат. nanus.
    - Syncerus caffer brachyceros, или суданский буйвол.
    - Syncerus caffer mathewsi, или горный буйвол (этот подвид выделяется не всеми исследователями).

Азиатский буйвол одомашнен и используется чаще как молочное животное в Южной Азии, Африке и Южной Европе.
В Северной Америке «буйволом» традиционно, но некорректно, называли бизона.
В рамках вышеупомянутой трибы быков существует подтриба Bubalina, однако она не соответствует традиционной группе буйволов, так как включает в себя кроме них несколько ископаемых таксонов